# سلمة بن أمية
سلمة بن أمية بن أبي عُبَيدة بن همام الحنظلي التميمي صحابي جليل من أهل مكة، شهد مع النبي ﷺ غزوة تبوك، وهو ابن الصحابي أمية بن أبي عبيدة، وأخو الصحابي المشهور يعلى بن أمية الذي كان أميراً على اليمن في عهد أبو بكر وعمر وعثمان، وكان حليفاً لبني نوفل من قريش.